# Jacobuskirche (Krüssau)

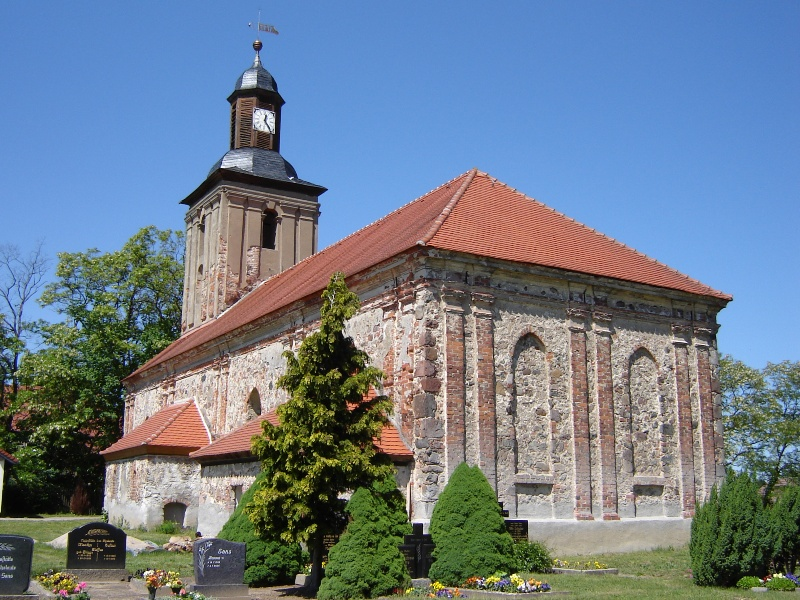
Ansicht auf die Süd- und Ostseite vor der Restaurierung

Die Jacobskirche ist eine Kirche im Ortsteil Krüssau der Stadt Möckern im Landkreis Jerichower Land in Sachsen-Anhalt. Bei der Kirche handelt es sich um ein Baudenkmal. Die Gottesdienste werden durch das Pfarramt Grabow durchgeführt.

## Geschichte
Die heutige Kirche ist ein Neubau, der 1713 vom Gutsherrn Michael Christoph von Arnim und seiner 1666 in Hamburg geborenen Gemahlin Johanne Hedwig geb. von Guericke veranlasst wurde. Beim Neubau der Kirche wurden die Reste des gotischen Vorgängerbaus mit aufgenommen. Durch König Friedrich Wilhelm III. erhielt die Kirche 1832 ein neues Altarkruzifix und 1835 auch ein neues Altarbild. Der Holzhändler Rüpping aus Charlottenburg erwarb 1908 das Gut Krüssau mit Schloss und Wappen. Er ließ den Altarraum umgestalten. Die geschnitzte Rahmung des Altaraufsatzes wurde an die Südseite des Chores gesetzt. Es wurden die Ornamente und Inschriften an der Kanzel vergoldet, und der Altar wurde neu verkleidet.
2012 musste die Turmkonstruktion mit Hilfe eines Kranes vollständig entfernt werden, da Niederschlagswasser die Dachhaut durchdrungen hatte und damit die Tragekonstruktion erheblich beschädigt wurde. Die Tragekonstruktion sowie auch die Turmkonstruktion wurden unter Berücksichtigung, den historischen Bestand weitgehend zu erhalten, zimmermannsmäßig instand gesetzt. Mitte 2013 wurde die Turmkonstruktion wieder an ihren Platz gehoben.

## Baubeschreibung
Die Kirche ist ein durch toskanische Doppelpilaster gegliederter Rechteckbau, über dessen Westgiebel ein quadratischer Turm errichtet wurde. Der Turm trägt eine achtseitige Schweifhaube mit einer ebenfalls achtseitigen Laterne. An der Südseite wurden zwei niedrige Anbauten angefügt, von denen die westliche einst als Patronatsloge diente.
Unter der Kirche befindet sich eine Gruft mit sechs nicht gekennzeichneten Särgen. Der Zugang zur Gruft, der sich hinter dem Altar befand, wurde während der Umgestaltung des Kircheninneren im frühen 20. Jahrhundert zugemauert.

## Kircheninneres
Die spitzbogigen Fenster und die Kreuzrippengewölbe im Inneren geben der Kirche einen für seine Entstehungszeit ungewöhnlichen gotischen Charakter. Laut Inschrift wurden die Kanzel mit geschnitzten Ornamenten und das Kastengestühl während der Errichtung der Kirche hergestellt. Neben dem Portalwappen erinnern zwei figürliche Grabsteine an Lippolt von Arnim († 1525) und Lucretia von Arnim († im Kindesalter 1592). Die Ostwand zeigt ein bis in das Bogenfeld reichendes Wandepitaph. Dies wurde von Christof Boßmann gefertigt und zeigt mit ovalen Brustbildnissen die beiden Kirchenstifter Michael Christoph von Arnim († 1721) und seine Frau Johanne Hedwig († 1743). Im Glockenturm befinden sich zwei Glockenumgüsse von 1841 und 1871. Die in die Glocken eingravierten Wappen und Initialen weisen auf den schwedischen General-Adjutanten Michael Picke und auf Emerentia Woldeck von Arnsburgk hin.

### Altaraufsatz
Der Altaraufsatz wurde 1758 von Johann Gottlieb Bossmann geschnitzt. Es handelt sich dabei um einen Rokokorahmen mit einem Christusbild vom Zerbster Hofmaler Johann Christian Höle. Das Christusbild wurde seit 1920 von einer Gefallenengedenktafel überdeckt.

### Orgel
Die Orgel wurde 1884 für 2000 Taler erworben. Sie ist ein Werk vom Neuhaldenslebener Orgelbaumeister August Troch. Die Orgel wurde am Ende des Zweiten Weltkrieges beim Einmarsch von Sowjetsoldaten und der darauf folgenden Besetzung Krüssaus demoliert. Die meisten Orgelpfeifen sind aber noch erhalten.

### Taufstein
Der klassizistische Taufstein aus Sandstein ist eine Spende vom Förster Eduard Clauer aus dem Jahr 1837. Er bedankt sich mit dieser Spende bei Gott für die Genesung seiner Frau.
Die Inschrift auf dem Kupparand lautet „Fecit Pornicke“ und auf der Kuppawandung „Ehre und Dank Gott für die Genesung seiner Frau von Foerster Eduard Clauer in Crüssau 1837“.

## Kirchengelände
Auf dem Kirchengelände befindet sich der Dorffriedhof, der bis heute genutzt wird, sowie eine im Jahr 2000 erbaute Trauerhalle. An der Nordseite in der Nähe des Kirchenportales befindet sich das Kriegerdenkmal für die in den beiden Weltkriegen gefallenen Einwohner.

## Quelle
- Chronik von Krüssau und Brandenstein. Teil I, 2011.